# Tréfols
Tréfols je francouzská obec v departementu Marne v regionu Grand Est. Žije zde 174 obyvatel.

## Geografie
Obec leží na jihozápadě departementu Marne u jeho hranic s departementem Seine-et-Marne, tedy i u hranic regionu Grand Est s regionem Île-de-France.

### Sousední obce
| Růžice kompasu | Montenils (Île-de-France) | Rieux    |            | Růžice kompasu |
| Růžice kompasu | Le Vézier                 | Sever    | Morsains   | Růžice kompasu |
| Růžice kompasu | Le Vézier                 | Tréfols  | Morsains   | Růžice kompasu |
| Růžice kompasu | Le Vézier                 | Jih      | Morsains   | Růžice kompasu |
| Růžice kompasu | Villeneuve-la-Lionne      | Joiselle | Champguyon | Růžice kompasu |